# 다이스 공군기지

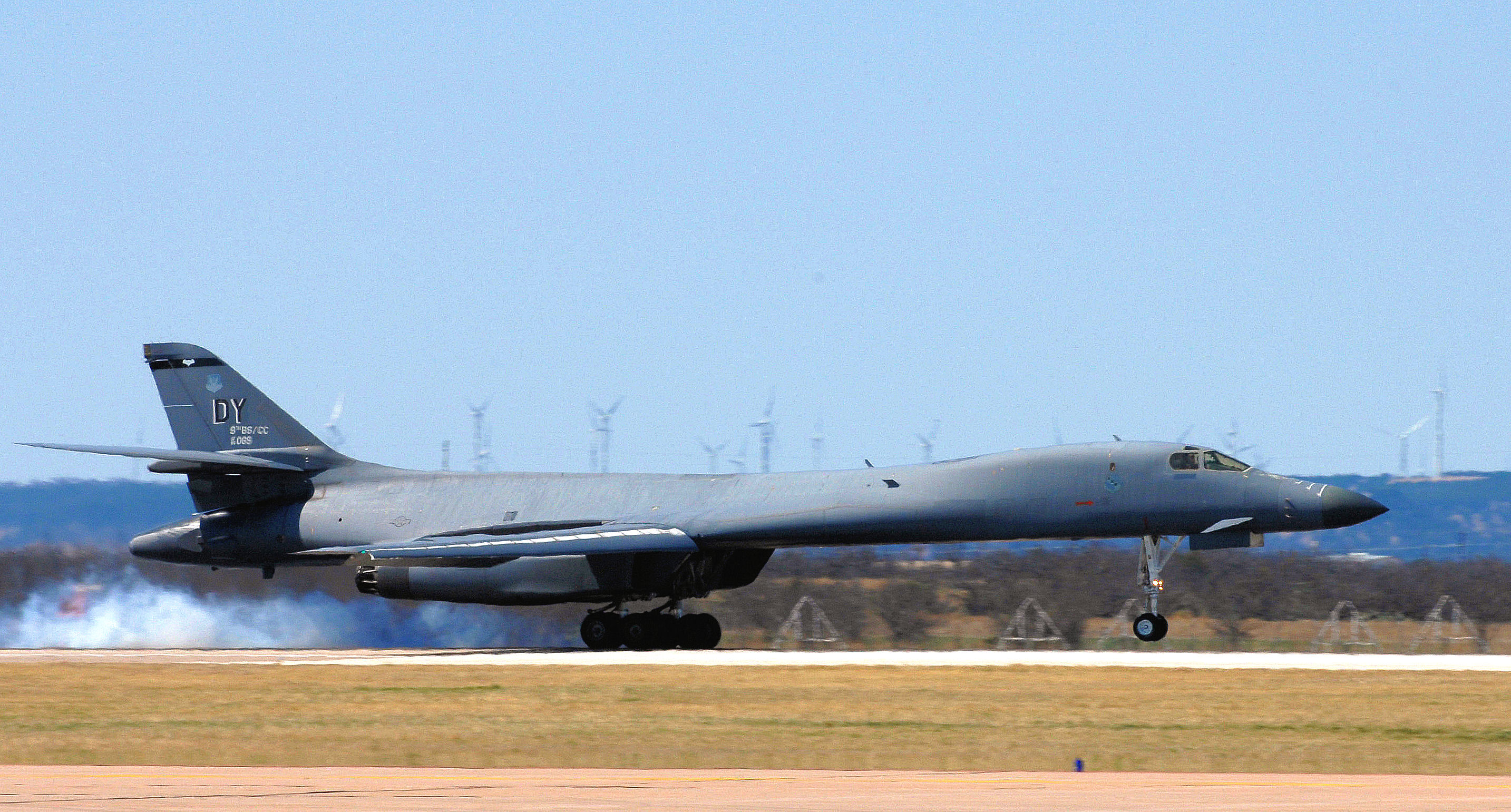
2008년 B-1B 랜서 전략폭격기가 다이스 공군기지에 착륙하고 있다. 수직꼬리날개에 DY라고 표기되어 있다.

다이스 공군기지(Dyess Air Force Base)는 미국 텍사스주 애빌린 (텍사스주) 남서쪽 11 km에 위치한 미국 공군기지이다.

## 역사
1942년 건설되었다. 애빌린 육군 비행장이라고 불렸다. 4000 m 활주로 1개, 1000 m 활주로 2개가 있다.
2020년 8월 18일, 한미연합훈련을 위해 인도 남쪽 인도양 한가운데 위치한 디에고가르시아 해군지원시설에서 출격한 B-2 스피릿 스텔스 전략폭격기 2대가 대한해협을 비행했다. 8000 km 정도 떨어져 있다. B-1B 랜서 전략폭격기 2대는 미 본토 텍사스주 다이스 공군기지에서, 다른 B-1B 2대는 괌 앤더슨 공군기지에서 각각 출격했다. 다이스 공군기지에서 출격한 B-1B 2대는 일본 항공자위대 소속 F-15J 전투기와 연합훈련을 실시했다. 일본 오키나와 가데나 공군기지에 있던 F-15C 전투기 4대와 이와쿠니 비행장의 F-35B 수직이착륙기, 제7함대 (미국)의 USS 로널드 레이건 (CVN-76) 항공모함의 F/A-18 수퍼호넷 전투기도 참여했다. 다이스 공군기지에서 대한해협까지는 11000 km 떨어져 있다.